# 水原親清
水原 親清（すいばら ちかきよ）は、安土桃山時代から江戸時代前期の武将。

## 生涯
天正11年（1583年）蘆名氏家臣・栗村盛胤の子として生まれる。
天正12年（1584年）6月、父・盛胤が松本行輔と共に蘆名盛隆に謀叛を起こして討たれたため、祖父の長沼城主・新国貞通に養育された。天正18年（1590年）に貞通が豊臣秀吉によって改易された後、慶長3年（1598年）の上杉景勝の会津入封の頃までには、上杉家臣・水原親憲に出仕していたものと考えられる。上杉家臣の頃には、新国庄蔵と名乗っており、慶長5年（1600年）の関ヶ原の戦いでは親憲の下で慶長出羽合戦に従軍し、長谷堂城からの撤退戦で水原隊の一員として活躍し、戦後に親憲から感状を与えられている。
元和5年（1619年）、親憲の跡を継いでいた憲胤を誘って共に米沢藩より出奔した。憲胤は福井藩に仕え、庄蔵は川越藩主酒井忠利の子・忠勝（のちに若狭国小浜藩主）に仕えた。水原所左衛門親清と称したのはこれより以降のようである。
この時、忠勝の求めに応じて自らの従軍経験を書き残した。この筆記録は、延宝8年（1680年）に近江の国枝清軒によって軍記物『東国太平記』として仕立てられ、また宮川尚古の『関ヶ原軍記大成』にも大きな影響を与えた。しかし、親清が酒井家に奉公していたのはわずか数年間のことで、元和年間のうちには忠勝の下を離れ、出羽国新庄藩主・戸沢政盛に仕官して知行300石を与えられた。
寛永8年（1631年）10月1日死去。享年49。子孫は新庄藩士として続いた。